# Институт за историју уметности Филозофског факултета Универзитета у Београду
Институт за историју уметности, основан 1968. године, представља научну јединицу Филозофског факултета која има за циљ да детаљније испита правце, теме и идеје српске историје уметности и њен однос према источно и западноевропској уметности. Бави се прикупљањем и чувањем научне документације, помаже младим научницима, сарадници Института учествују у настави и развијају сарадњу са сродним установама у земљи и иностранству.
За четири деценије постојања Института, у оквиру његових пројеката, остварен је велики број значајних истраживања, чији резултати, објављени у више од стотину чланака и студија и преко двадесет књига, представљају знатан део укупних достигнућа домаће историје уметности.
Управник Института је проф. др Миодраг Марковић.